# Olga Sánchez
Olga Sánchez Borbón (Bocas del Toro, 14 de junio de 1921 - Ciudad de Panamá, 27 de marzo de 2016) fue una artista plástica panameña, reconocida especialmente por sus pinturas pero que también se destacó como ceramista y grabadora. Se especializó en el dibujo de la figura humana, una figura de trazos fuertes y vigorosos.

## Primeros años
Sánchez empieza a estudiar arte en la década de los cuarenta, bajo la guía de Manuel E. Amador. Sobre su maestro dijo: "Lo conocí a través de mi hermana,  hacia el 44 o 45. Yo tendría unos 24 años; él estaba alcanzando los 80. Empecé a ir a su estudio. Yo dibujaba en un rincón y lo veía pintar. En realidad aprendí observándolo, cómo estudiaba cada paso que iba a dar. No fue lo que se dice un maestro en el estricto sentido de la palabra... Fueron dos cosas, sobre todo, las que tomé de él: el amor por el desnudo y la voluntad de pintar con concepto y economía, es decir, que sólo vale el trazo necesario. El resto no se pone". Luego prosiguió sus estudios con Juan Manuel Cedeño. 
En 1953 viaja a Europa, primero a Londres y a Ámsterdam y, más tarde, a la ciudad española de Barcelona, en donde se establece y desarrolla su carrera artística. En el libro Trazos perceptivos: Mujeres artistas de Panamá, se detalla que en Barcelona fue estudiante en la Real Academia Catalana de Bellas Artes de San Jorge y en el Taller de Ceramistas en Esplugues de Llobregat. Además, se hizo miembro del Real Círculo Artístico.
En 1955 expuso en la Bienal Hispanoramericana de Barcelona en una colectiva, y en el Salón Femenino de Arte Actual desde 1967 hasta 1971. En la década de los sesenta comenzó a mostrar su obra en exposiciones individuales, en el Instituto de Cultura Hispánica en Madrid y en la Casa de América en Granada.

## Su regreso a Panamá
Sánchez regresa a su país natal, Panamá, en 1973. Se incorpora al cuerpo docente del Centro de Arte y Cultura del Ministerio de Educación, que para entonces era dirigido por el escultor y pintor Carlos Arboleda. En una serie de artículos que publica el investigador de arte José Morales Vásquez en el diario Crítica en 2016, este señala cómo, al empezar su faceta como profesora de arte, "queda poco tiempo para pintar (...) y se dedica a la cerámica", por ser ésta, según la propia artista, "más relajante y más fácil de compartir con la enseñanza". Morales Vásquez resalta en esta publicación que Sánchez era "la maestra panameña indiscutible de la síntesis, de la economía técnica, pues logra con breves y fuertes trazos, en su admiración por la figura humana y su movimiento, el más profundo estudio introspectivo y artístico de la figura humana en el arte de Panamá". 
Además de figuras humanas, en esta época Sánchez dibuja algunos bodegones, pero en 1986 regresa a los cuerpos, que ya no solamente plasma en sus óleos sino en cerámica. Monica Kupfer cita en su libro los comentarios que los trabajos en cerámica provocaron entre los críticos de Barcelona: decían que Sánchez era una "escultora frustrada", pues su obra "en óleos, aguafuertes, grabados o dibujos recuerda la fuerza y la introspección de las figuras cinceladas por Rodin".

## Exposiciones
Renuente a la propaganda, Olga Sánchez figura entre las grandes artistas visuales panameñas sin que la población tenga mayores referencias de su trabajo. Es que, luego de sus exposiciones en Europa, la artista participa solamente en cuatro individuales en Panamá entre los años ochenta y los noventa.  La última exposición citada por el investigador de arte José Morales Vásquez data de 2006.